# Bonnie MacBird
Bonnie MacBird est une écrivaine, actrice et productrice américaine de cinéma et de théâtre. Elle est l'auteure originale du film de science-fiction Tron. MacBird est originaire de San Francisco, en Californie, et est diplômée de l'université Stanford avec un baccalauréat en musique et une maîtrise en cinéma. Elle est mariée à l'informaticien Alan Kay.

## Biographie

### Cinéma
MacBird a passé la majeure partie de sa carrière à Hollywood en tant que scénariste et productrice. 
Dans les années 1970, elle travaille sur le développement des scénarios de longs métrages pour Universal Studios pour Ned Tanen. Pour réaliser la série animée AnimalOlympic (1980), Steven Lisberger débauche Bonnie MacBird et elle poursuit en écrivant le scénario original de Tron,,. C'est durant la production du film qu'elle rencontre son futur époux Alan Kay. Ils se marient en 1983. Elle remporte deux Emmy Awards en tant que productrice dans les années 1980 et est, pendant dix ans, à la tête de la société Creative License/SkyBird Productions.
Elle continue d'écrire, de mettre en scène et de jouer au théâtre à Los Angeles et est doubleuse pour SkyBoat Media.

### Romans
Son premier roman Sherlock Holmes, Art in The Blood, est publié par HarperCollins en 2015. Un deuxième Holmes Mystery, Unquiet Spirits suit en 2017,. Un troisième, The Devil's Due, sort en 2019, suivi de The Three Locks en 2021. Son cinquième roman, What Child is This? : A Sherlock Holmes Christmas Adventure, est paru en 2022 et est illustré par Frank Cho.

### Enseignement
Elle donne régulièrement des conférences sur l'écriture et le processus créatif. Elle enseigne également l'écriture de scénario à UCLA extension.